# Флаг Форарльберга

Флаг Фораральберга

Государственный флаг Форарльберга горизонтально раздвоен, верхняя полоса красная, нижняя белая, их пропорции 2:3.

## Символика
Форарльбергский флаг идентичен флагу двух других провинций, Вены и Зальцбурга. У Тироля и Верхней Австрии цветовые соотношения противоположны.

## Флаг государственных служб

Флаг государственных служб форарльберга

Чтобы классифицировать государственные службы форарльберга, а также во избежание путаницы, государственными властями используется так называемый государственный служебный флаг, который отличается от государственного флага тем, что в его центре находится Форарльбергский герб.

## Конфликт
Благодаря относительно сильному местному патриотизму в Форарльбергский флаг часто находит более частое применение, чем национальный флаг, австрийские морские корабли также используют этот флаг на носовой мачте. Иногда возникает непосредственная конкуренция между национальным и национальным флагами. Так, во время митинга, посвященного крещению корабля "Форарльберг", австрийский флаг был сорван и заменен флагом страны. Чтобы обеспечить различие флагов страны Зальцбурга и Вены, часто прибегают к флагу государственной службы даже в частном использовании, это допустимо до тех пор, пока не будет на это дано публичное разрешение.